# Boadicea (film)
Boadicea är en brittisk stumfilm från 1928, regisserad av Sinclair Hill. Filmen bygger på den historiska händelsen som förknippas med personen Boudicca.

## Rollista (komplett)
- Phyllis Neilson-Terry - drottning Boadicea
- Lillian Hall-Davis - Emmelyn
- Clifford McLaglen - Marcus
- Sybil Rhoda - Blondicca
- Fred Raynham - Badwallon
- Clifford Heatherley - Catus Decianus
- Humberston Wright - Prasutagus
- Edward O'Neill - Caradoc
- Cyril McLaglen - Madoc
- Roy Raymond - Burrus
- Wally Patch - officer i romerska armén (ej krediterad)